# Helenites Sports Club
Maillots
Le Helenites Sports Club est un club des Îles Vierges des États-Unis de football, basé à Grove Place au centre de l'île de Sainte-Croix. Il dispute ses rencontres à domicile au Grove Place Park.

## Repères historiques
Le Helenites Sports Club est fondé en 1990 à Grove Place. Il va très rapidement devenir l'une des meilleures formations du championnat régional insulaire puis au niveau national.
Helenites atteint la finale de la première édition du championnat national en 1998. Il va connaître deux autres finales avant de remporter son premier titre, en 2007. Son palmarès compte actuellement quatre titres de champions (plus dix-sept titres de champion de Sainte-Croix). Le club n'a manqué qu'une seule phase finale du championnat (qui se joue à quatre, entre les deux meilleures formations de Sainte-Croix et celles de Saint-Thomas/Saint-John) depuis la création de l'épreuve.
Les différents titres du club lui ont permis de participer à la compétition internationale des Caraïbes, la CFU Club Championship. En 2007, le club perd ses deux rencontres de poules face à Portmore United (Jamaïque) et au SV Leo Victor (Surinam). Huit ans plus tard, en 2015, le club remporte son premier point en accrochant le nul 2-2 face aux Guadeloupéens de l'Unité sainte rosienne avant de perdre coup sur coup contre le Don Bosco FC d'Haïti et le Lyford Cay FC des Bahamas.

## Palmarès
- Championnat des îles Vierges des États-Unis (4)
  - Champion : 2006–07, 2011–12, 2013–14[2], 2014–15[3]
  - Vice-champion : 1997–98, 1999–00, 2004–05, 2015–16, 2016–17
- Championnat régional de Sainte-Croix (17)
  - Champion : 1997–98, 1999–00, 2000–01, 2001–02, 2002–03, 2003–04, 2004–05, 2005–06, 2006–07, 2007–08, 2008–09, 2010–11, 2011–12, 2013–14, 2014–15, 2015–16, 2016–17.
  - Vice-champion : 2009–10, 2012–13